# The Revenge of Robert the Doll
The Revenge of Robert the Doll (ook bekend als: The Legend of Robert the Doll) is een Britse horrorfilm uit 2018, geschreven en geregisseerd door Andrew Jones. De film is het vervolg op Robert and the Toymaker uit 2017 en de vierde film uit de Robert-franchise. De filmreeks is geïnspireerd door een spookachtige pop genaamd Robert.

## Verhaal
Het verhaal begint van het ontstaan van het mysterieus boek en eindigt met de speelgoedmaker en zijn poppen uit de vorige film, die op de vlucht is in een trein in Nazi-Duitsland. In de eindscène zien we hoe Agatha in het heden de pop Robert van de speelgoedmaker steelt.

## Rolverdeling
| Acteur            | Personage                  |
| ----------------- | -------------------------- |
| Lee Bane          | The Toymaker               |
| Harriet Rees      | Esther Muller              |
| Eloise Juryeff    | Eva Von Hammersmark        |
| Gareth Lawrence   | Frederick Voller           |
| Judith Haley      | Agatha                     |
| David Imper       | Joseph Von Hammersmark     |
| Nicholas Anscombe | Kolonel Heinrich Von Braun |
| Derek Nelson      | Fuchs                      |
| Darren Swain      | Schulz                     |

## Release
De film ging in première op 6 maart 2018 in de Verenigde Staten en 19 maart 2018 in het Verenigd Koninkrijk.